# Brizinae
Brizinae (Tzvelev, 1968) è una sottotribù di piante angiosperme monocotiledoni appartenente alla famiglia delle Poacee (o Gramineae, nom. cons.).

## Etimologia
Il nome della sottotribù deriva dal suo genere tipo Briza (L., 1753) la cui etimologia è spiegata dalla parola greca "βρίζειν, brizein" (= dormire, annuire) ed è in relazione alle spighette di queste piante che pendono (e oscillano) su lunghi gambi. Tale nome fu usato per la prima volta da Galeno  (Pergamo, 129 – Roma, 201 circa), un medico e farmacista greco antico, per alcune specie di cereali (forse il segale).
Il nome scientifico della sottotribù è stato definito dal botanico contemporaneo Nikolai Nikolaievich Tzvelev (1925-2015) nella pubblicazione "Botanicheskii Zhurnal. Moscow & Leningrad" (Bot. Zhurn. [Moscow & Leningrad] 53: 310. 5 Mar 1968) del 1968.

## Descrizione

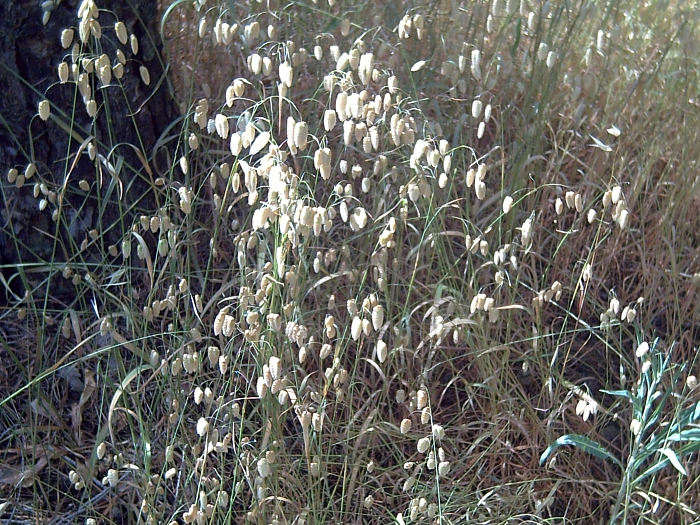
Il portamento
Briza maxima

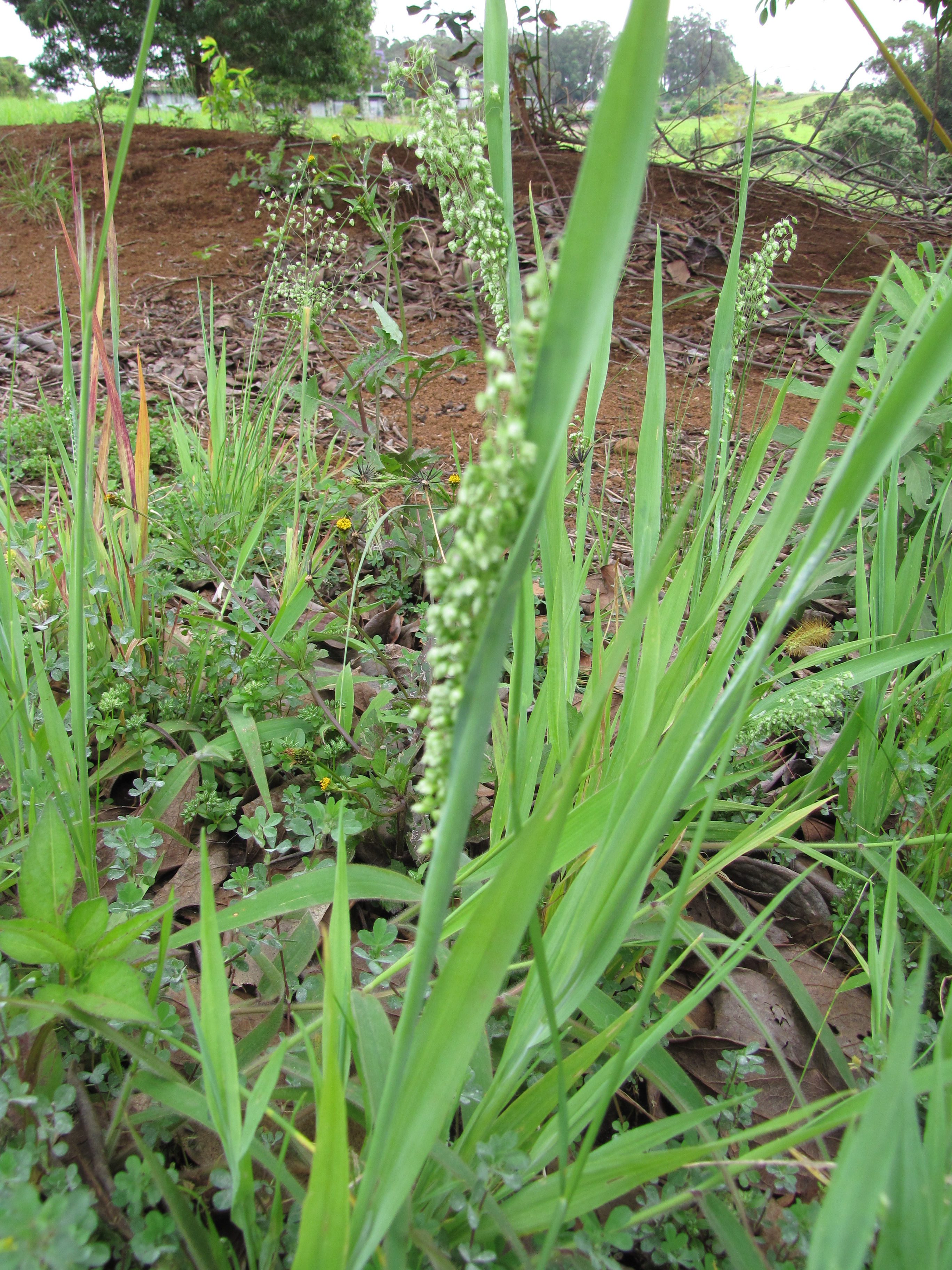
Le foglie
Briza minor

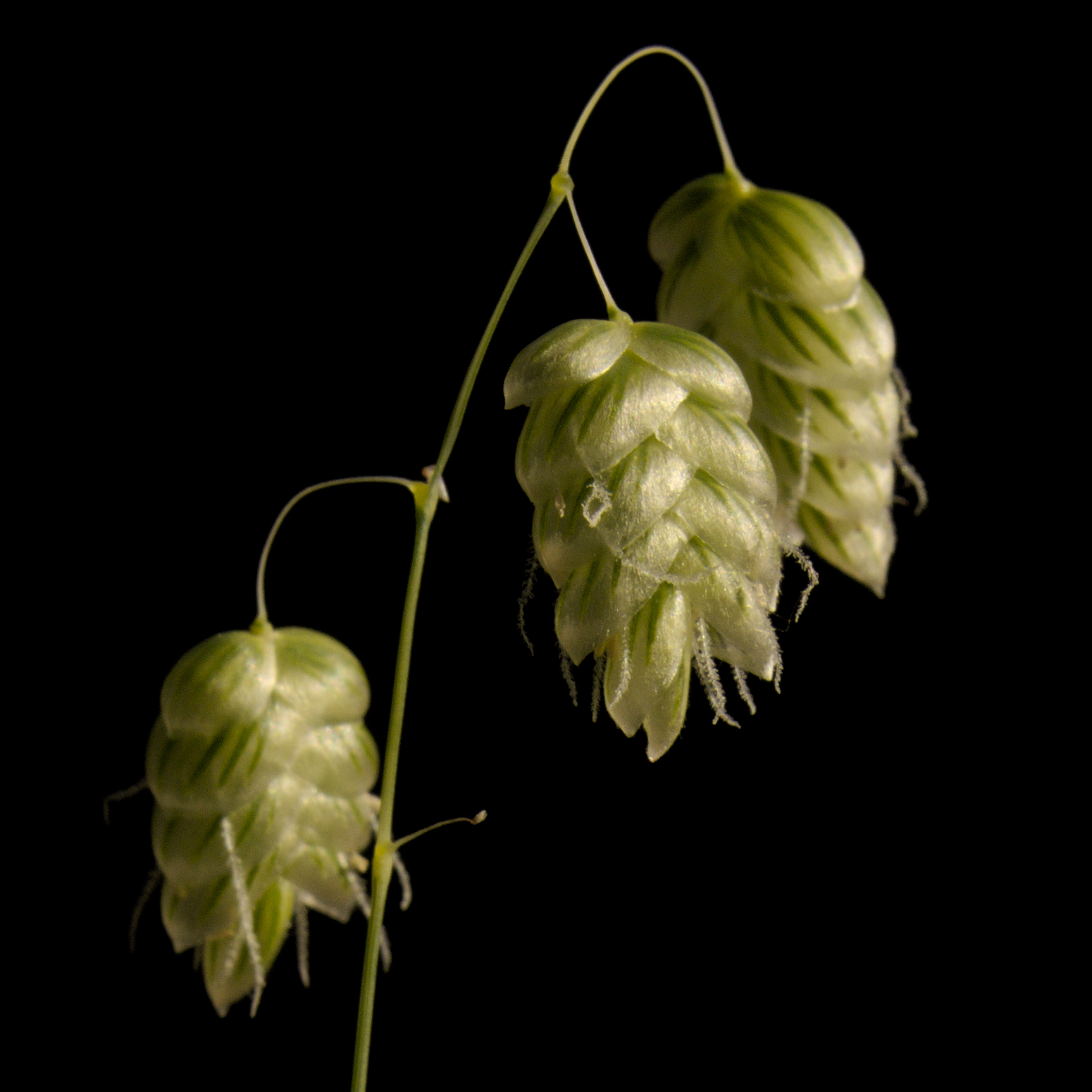
Infiorescenza
Briza maxima

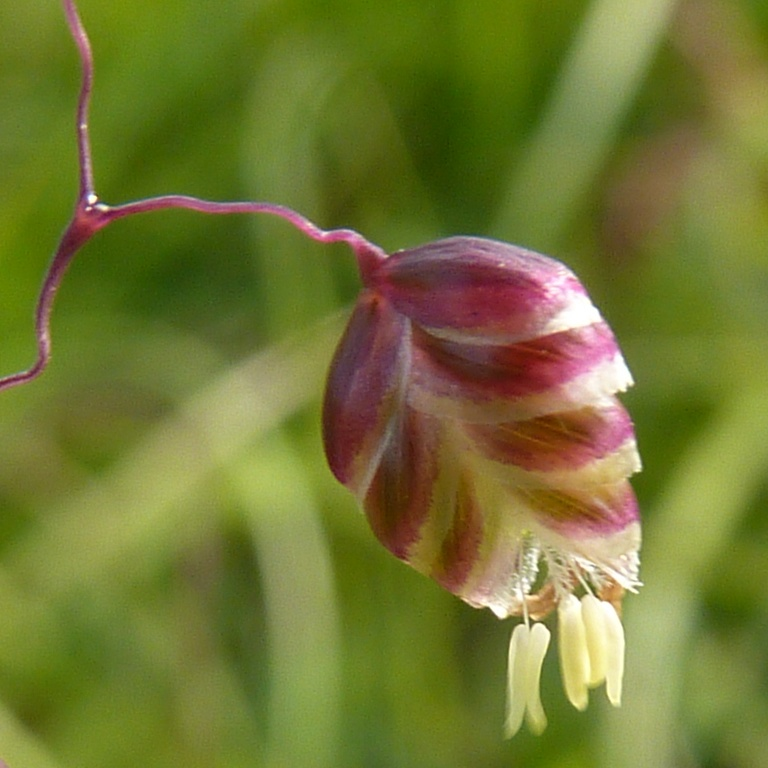
I fiori
Briza media

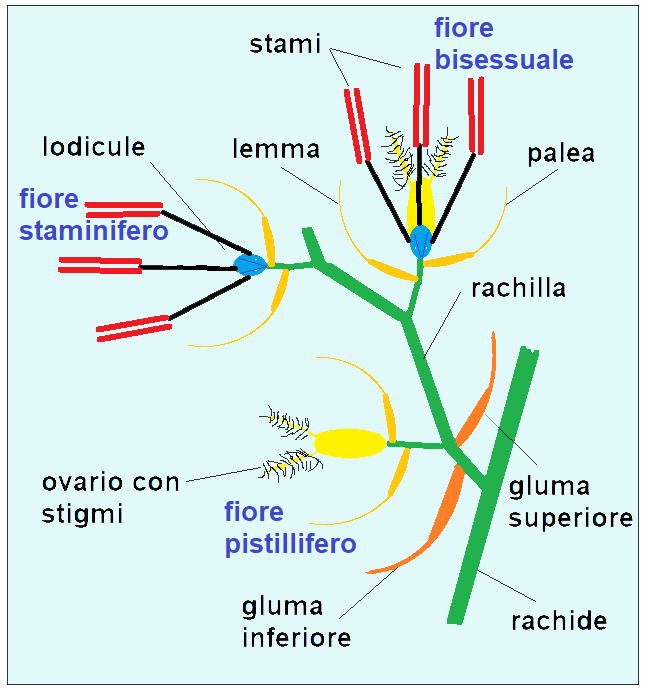
Spighetta generica con tre fiori diversi

### Portamento
Il portamento delle specie di questo gruppo in genere è cespuglioso con forme biologiche tipo emicriptofite cespitose (H caesp) per cicli biologici perenni o terofite scapose (T scap) per cicli biologici annuali. I culmi sono cavi a sezione più o meno rotonda; sono eretti (nudi per buona parte) e a volte possono essere gracili. In queste piante non sono presenti i micropeli.

### Foglie
Le foglie lungo il culmo sono disposte in modo alterno, sono distiche e si originano dai vari nodi. Sono composte da una guaina, una ligula e una lamina. Le venature sono parallelinervie. Non sono presenti i pseudopiccioli e, nell'epidermide delle foglia, le papille.
- Guaina: la guaina è abbracciante il fusto e in genere è priva di auricole.
- Ligula: la ligula è membranosa e a volte è cigliata; in Airopsis è allungata.
- Lamina: la lamina ha delle forme generalmente lineari e piatte; può essere convoluta.

### Infiorescenza
Infiorescenza principale (sinfiorescenza o semplicemente spiga): le infiorescenze, terminali, in genere sono ramificate e sono formate da alcune (o molte) spighette pedicellate ed hanno la forma di una pannocchia contratta con rami capillari. La fillotassi dell'inflorescenza inizialmente è a due livelli, anche se le successive ramificazioni la fa apparire a spirale. I pedicelli delle spighette sono filiformi.
- Infiorescenza secondaria (o spighetta): le spighette, quasi sferiche e lievemente compresse oppure con forme da ovali a ellittiche, sottese da due brattee distiche e strettamente sovrapposte chiamate glume (inferiore e superiore), sono formate da due fiori in Airopsis e da 3 a 12 in Brixa. Possono essere presenti dei fiori sterili; in questo caso sono in posizione distale rispetto a quelli fertili. Alla base di ogni fiore sono presenti due brattee: la palea e il lemma. La disarticolazione avviene con la rottura della rachilla sopra le glume o tra i fiori. Non è presente un'estensione della rachilla.
- Glume: le glume, con forme emisferiche e apici ottusi, sono più lunghe dei fiori in Airopsis e più corte in Brixa. Le glume sono tri-pentanervate.
- Palea: la palea è un profillo con due venature; può essere cigliata.
- Lemma: il lemma, con forme da orbicolari a ovali e apice ottuso (in Briza è gonfiato con base cordata), termina con tre larghi lobi; a volte è pubescente. Non è presente una resta. I lemmi sono 5-11-nervati.

### Fiori
I fiori fertili sono attinomorfi formati da 3 verticilli: perianzio ridotto, androceo  e gineceo.
- Formula fiorale:[8]

*, P 2, A (1-)3(-6), G (2–3) supero, cariosside.
- Il perianzio è ridotto e formato da due lodicule, delle squame traslucide, poco visibili (forse relitto di un verticillo di 3 sepali). Le lodicule sono membranose e non vascolarizzate.

- L'androceo è composto da 3 stami ognuno con un breve filamento libero, una antera sagittata e due teche. Le antere sono basifisse con deiscenza laterale. Il polline è monoporato.

- Il gineceo è composto da 3-(2) carpelli connati formanti un ovario supero. L'ovario, glabro, ha un solo loculo con un solo ovulo subapicale (o quasi basale). L'ovulo è anfitropo e semianatropo e tenuinucellato o crassinucellato. Lo stilo, breve, è unico con due stigmi papillosi e distinti.

### Frutti
I frutti sono del tipo cariosside, ossia sono dei piccoli chicchi indeiscenti, con forme ellittiche (più o meno paffute), nei quali il pericarpo è formato da una sottile parete che circonda il singolo seme. In particolare il pericarpo è fuso al seme ed è aderente. L'endocarpo non è indurito e l'ilo è arrotondato oppure da ellittico a lineare. L'embrione è piccolo e provvisto di epiblasto ha un solo cotiledone altamente modificato (scutello senza fessura) in posizione laterale. I margini embrionali della foglia non si sovrappongono.

## Biologia
Come gran parte delle Poaceae, le specie di questo genere si riproducono per impollinazione anemogama; gli stigmi più o meno piumosi sono una caratteristica importante per catturare meglio il polline aereo. 
La dispersione dei semi avviene inizialmente a opera del vento (dispersione anemocora) e una volta giunti a terra grazie all'azione di insetti come le formiche (mirmecoria).

## Distribuzione e habitat
La sottotribù ha un areale mediterraneo.

## Tassonomia
La famiglia delle Poacee comprende circa 800 generi e oltre 9.000 specie. È una delle famiglie più numerose e più importanti del gruppo delle monocotiledoni. La famiglia è suddivisa in 12 sottofamiglie, la sottotribù Brizinae fa parte della tribù Poeae, sottofamiglia Pooideae.

### Generi
La sottotribù si compone di 2 generi e 6 specie:
- Airopsis Desv., 1809 (Una specie: Airopsis tenella Coss. & Durand)
- Briza L., 1753 (5 spp.)

### Filogenesi
La sottotribù Brizinae fa parte della tribù Poeae Dumort., 1824 e quindi della supertribù Poodae L. Liu, 1980. La tribù Avenaea (formata da diverse sottotribù suddivise in diverse supersottotribù) è l'ultimo nodo della sottofamiglia Pooideae ad essersi evoluto (gli altri precedenti sono la tribù Brachyelytreae, e le supertribù Nardodae, Melicodae, Stipodae e Triticodae). All'interno della tribù, la sottotribù Brizinae appartiene al gruppo con le sequenze dei plastidi di tipo "Poeae" (definito "Poeae chloroplast groups 1 ") e in particolare alla supersottotribù Agrostidodinae (Soreng, 2017) insieme alle sottotribù Echnopogoninae, Calothecinae e Agrostidinae.
All'interno della supersottotribù le Brizinae occupano una posizione "basale" (sono state le prime a divergere evolutivamente), mentre i due generi della sottotribù, alle analisi filogenetiche, formano un clade moderatamente supportato.
Le seguenti sono sinapomorfie relative a tutta la sottofamiglie (Pooideae):
- la fillotassi dell'inflorescenza inizialmente è a due livelli;
- le spighette sono compresse lateralmente;
- i margini embrionali della foglia non si sovrappongono;
- l'embrione è privo della fessura scutellare.

Le sinapomorfie relative alla tribù sono:
- l'ilo è puntiforme;
- nell'endosperma sono presenti dei lipidi.

La seguente sinapomorfia è invece specifica per la sottotribù di questa voce:
- Airopsis: le spighette sono quasi sferiche, con 2 fiori.

Il numero cromosomico delle specie di questa sottotribù è 2n = 8 per Airopsis e 2n = 10, 14 e 28 per Briza.

### Specie della flora italiana
Nella flora spontanea italiana sono presenti i seguenti generi di questo gruppo:
- Airopsis con 1 specie.[18]
- Briza con 3 specie.[19]